# Gampaha
Gampaha  es una ciudad de Sri Lanka capital del distrito homónimo, en la provincia Occidental.

## Geografía
Se encuentra a una altitud de 15 m s. n. m. a 31 km de la capital nacional, Colombo, en la zona horaria UTC +5:30.

## Demografía
Según estimación 2011 contaba con una población de 8 343 habitantes.